# Simfonia núm. 11 (Villa-Lobos)
La simfonia núm. 11 és una composició escrita l'any 1955 pel compositor brasiler Heitor Villa-Lobos. Una actuació dura uns vint-i-cinc minuts.

## Història
El 29 d'octubre de 1954, juntament amb altres compositors destacats, Villa-Lobos va rebre l'encàrrec de la Koussevitzky Music Foundation a la Biblioteca del Congrés i l'⁣Orquestra Simfònica de Boston per a una obra per celebrar el 75è aniversari d'aquesta orquestra. Com a resposta, el 1955 va compondre la seva Onzena Simfonia. El manuscrit autògraf de la partitura, conservat per la Biblioteca del Congrés, Washington, DC, està dedicat a Serge i Natalie Koussevitzky. La simfonia es va interpretar per primera vegada al Symphony Hall, Boston, el 2 de març de 1956 per l'Orquestra Simfònica de Boston, dirigida pel compositor. L'actuació va ser ben rebuda a la premsa.

## Instrumentació
La simfonia està escrita per a una orquestra formada per 2 flautins, 2 flautes, 2 oboès, corn anglès, 2 clarinets, clarinet baix, 2 fagots, contrafagot, 4 trompes, 4 trompetes, 4 trombons, tuba, timbales, tam-tam, plats, triangle, matraca (un sonall de fusta), bombo, marimba, xilòfon, celesta, vibràfon, 2 arpes, piano i cordes.

## Anàlisi
La simfonia consta de quatre moviments:
1. Allegro Moderato
2. Largo
3. Scherzo (Molto vivace)
4. Molto Allegro